# جوشوا ستاندر
جوشوا ستاندر (بالإنجليزية: Joshua Stander)‏ هو لاعب اتحاد الرغبي جنوب أفريقي، ولد في 1994 في كاردوك ‏ في جنوب أفريقيا.

## وصلات خارجية
- جوشوا ستاندر على موقع ItsRugby.co.uk (الإنجليزية)